# San Blas (Nayarit)
San Blas es una ciudad y puerto del estado mexicano de Nayarit, ubicada de cara al océano Pacífico. Es la cabecera del municipio de San Blas.
Fue fundado en época de la colonia española y fue uno de los dos principales puertos en el océano Pacífico del Virreinato de Nueva España, junto con Acapulco. De San Blas partieron muchas de las expediciones rumbo al océano Pacífico Norte para ampliar el dominio español en esas ignotas tierras a la vez que proteger de invasores los recientes descubrimientos.

## Generalidades
Municipio de Nayarit, en México, contaba con 43,979 habitantes según el censo de 2000. Colinda al norte con los municipios de Santiago Ixcuintla y Tepic; al este con los municipios de Tepic y Xalisco; al sur con los municipios de Xalisco, Compostela, y al oeste, allende el Océano Pacífico a 112 km las Islas Marías.
Coordenadas: al norte 21°44', al sur 21°20' de latitud norte; al este 105°03', al oeste 105°27' de longitud. San Blas se encuentra a 69 km de Tepic, la capital del estado.

## Historia
Entre los años 1529 y 1531, esta región nayarita fue colonizada por Nuño Beltrán de Guzmán más conocido por su nombre abreviado, Nuño de Guzmán. Al mismo personaje se le atribuye la fundación del puerto de San Blas; se dice que fue llamado así en honor del Santo patrono del monje Blas de Mendoza.

### Exploraciones marítimas
San Blas en la época virreinal fue el más importante puerto novohispano ubicado al norte del Océano Pacífico. De él partía y a él llegaba el galeón de Manila, único contacto con el Lejano Oriente, antes de que su principal puerto fuera Acapulco.
Fue puerto de altura desde 1768 por orden de Manuel Rivero y Cordero obedeciendo la decisión de Su Majestad Carlos III de España de que "San Blas sirviera de mansión de los buques destinados a California y Sonora". El visitador Don José Gálvez estableció según mandato real, el departamento naval de San Blas, y de ese entonces proceden los mapas y el conocimiento naval de las islas y litorales del Mar de Cortés. De esa época datan los restos de algunas construcciones ubicadas en el cerro El Basilio, como el edificio de "La Contaduría" y la iglesia de Nuestra Señora del Rosario, llamada "La Marinera".

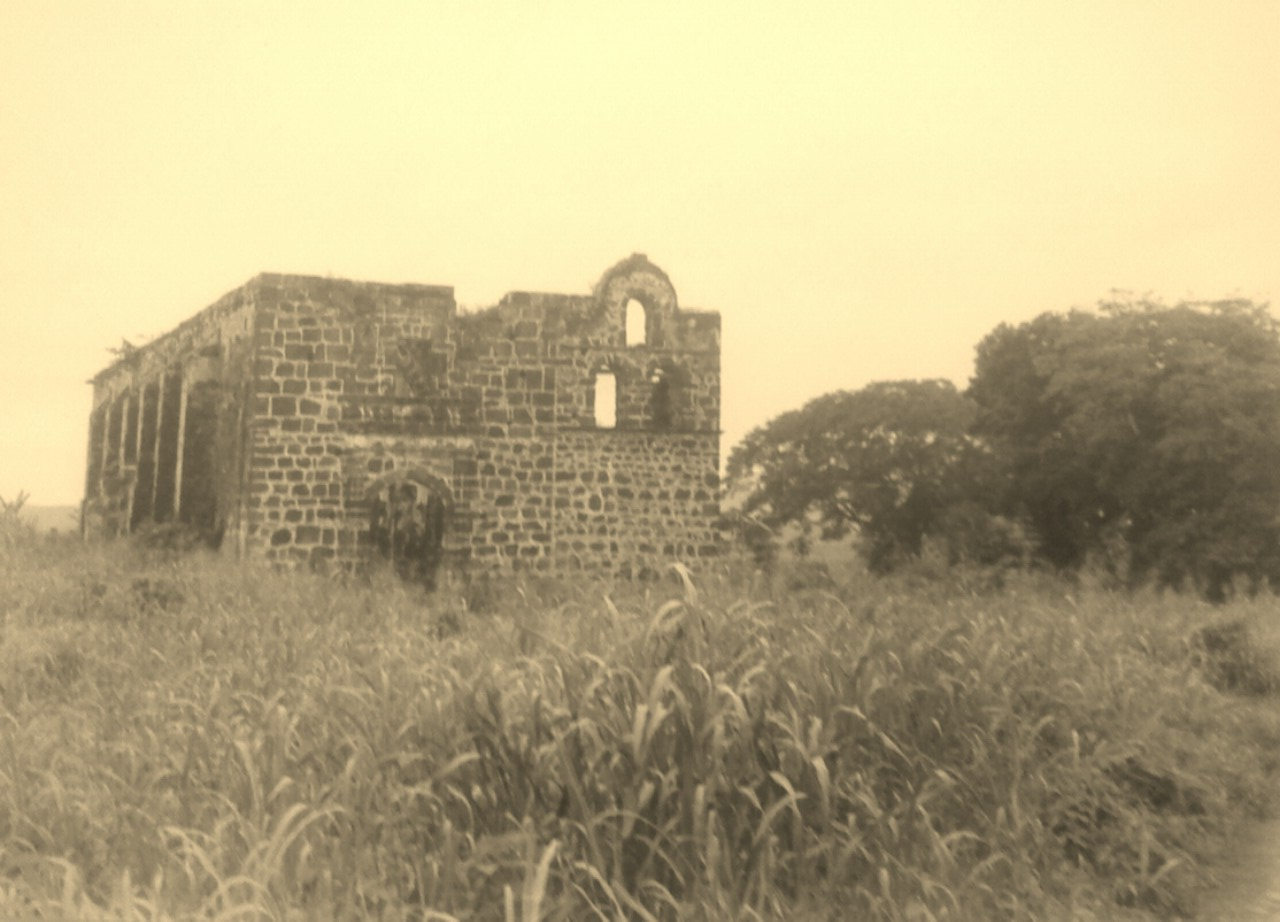
Ruinas de un templo colonial en el Cerro de la Contaduría, San Blas, Nayarit

Puerto histórico que vio partir a soldados y marinos hacia el Oriente y el lejano norte para defender las posesiones españolas ubicadas más allá de la Alta California de los navegantes y exploradores rusos que deseaban establecer una colonia en América.
El estrecho de Nutca ubicado en Columbia Británica, Canadá, fue avistado por primera vez en 1774 por el explorador español Juan José Pérez Hernández que partió del puerto de San Blas, su misión era llegar hasta los 65º, pero regresó a San Blas por falta de víveres. Al año siguiente se volvió a organizar una expedición en la que también participó Pérez Hernández al lado de Bruno de Heceta y Juan Francisco de la Bodega y Quadra, a bordo de las embarcaciones San Carlos, Santiago y  Sonora, la intención era descubrir los asentamientos que los rusos habían erigido más allá de la Alta California y tomar posesión de ellos en nombre de la corona española.
Bruno de Heceta y Juan Francisco de la Bodega y Quadra exploraron las costas de los actuales estados de Oregón y Washington, tomaron posesión de las tierras e informaron que sí existían asentamientos rusos en estos territorios pero eran esporádicos porque no encontraron presencia humana de origen ruso en toda la expedición.

### El hospital de San Blas
Durante la época virreinal tuvo un hospital para la atención tanto de los enfermos de las naves de la Corona como de los soldados, parientes y frailes de los presidios de las Californias, Nayarit, Sinaloa y Sonora. El hospital comenzó a funcionar en 1770; era un edificio de una planta con 20 camas y tres cirujanos; para 1795 tenía 100 camas, una botica (que surtía medicinas a toda la región), de 7 a 11 cirujanos y fue el antecedente del primer centro médico militar de la colonia, ya que servía como receptor de los casos más difíciles que no podían tratarse en los Presidios.
El primer cirujano fue el doctor Pedro Prat (1725-1772), a quien siguió una larga lista de cirujanos. A las 6 a.m. los facultativos pasaban revista a los enfermos, de 8 a 10 a.m. se hacían curaciones matutinas, de 11 a 13 se visitaba a los enfermos y por la tarde se hacían curaciones. Las cirugías se practicaban en la cama del enfermo o sobre alguna mesa. Los cirujanos estaban en disponibilidad para embarcarse en las naves que exploraban las Californias o hacían embarques a Filipinas. Tenían la obligación los galenos de cuidar y curar a las familias de los marinos y soldados (antecedente de la Seguridad Social en México).

Se admitía heridos a cualquier hora con atención inmediata, como 15 años después lo diseñarían Dassault y Larrey en Francia.

Los heridos de gravedad o que requirieran procedimientos mayores (trepanaciones, amputaciones, etcétera) llegaban desde San Diego, Monterrey, San Francisco, La Paz, Sonora, etcétera, a San Blas. Fue uno de los primeros seis hospitales de trauma y urgencia del continente, ya que fue llamado así en honor del Santo patrono del monje Blas de Mendoza.

Legendaria fue la atención que dio el doctor Juan García y Goya (1742-1800) en sus últimos momentos a fray Junípero Serra de las llagas que le llevaron a la muerte en 1784, seguramente lesiones secundarias de un Mycoplasma agresivo adquirido en sus andanzas en la zona de la Sierra Gorda y la Huasteca queretana y potosina. En sus últimos días dicho cirujano intentó curarle y al no tener respuesta le propuso la amputación, que rechazó estoicamente el misionero.
Del hospital nada se sabe después de 1813, fecha de aparición del último cirujano en este nosocomio. Tras la independencia, San Blas, que se adhirió al Plan de Iguala el 25 de julio de 1821, siguió siendo un sitio de relevancia militar, pero no volvió a tener un hospital militar de tanta importancia.

### La historia de amor de «La loca del muelle de San Blas»
La trágica historia de amor comenzó cuando en el otoño boreal de 1971 Rebeca Méndez Jiménez tenía todo listo para casarse con su novio, un pescador llamado Manuel. Cuatro días antes de la boda, el hombre salió de pesca y nunca regresó. Se ha asumido que desapareció en medio del Huracán Priscila, en octubre de 1971. Pasaron los días, los meses y los años y Manuel no volvía. Rebeca permaneció sentada en el muelle del puerto de San Blas, luciendo su vestido de novia, esperando el tan ansiado regreso de su prometido. La mexicana Rebeca Méndez Jiménez, la mujer que inspiró al grupo Maná, en el popular tema "El Muelle de San Blas" que se convertiría en uno de los más populares temas y preferidos por sus fanáticos en la carrera del famoso grupo mexicano, falleció el 16 de septiembre de 2012 (dado a conocer por su hija al alcalde de la ciudad, Porfirio López Lugo).

### Puerto

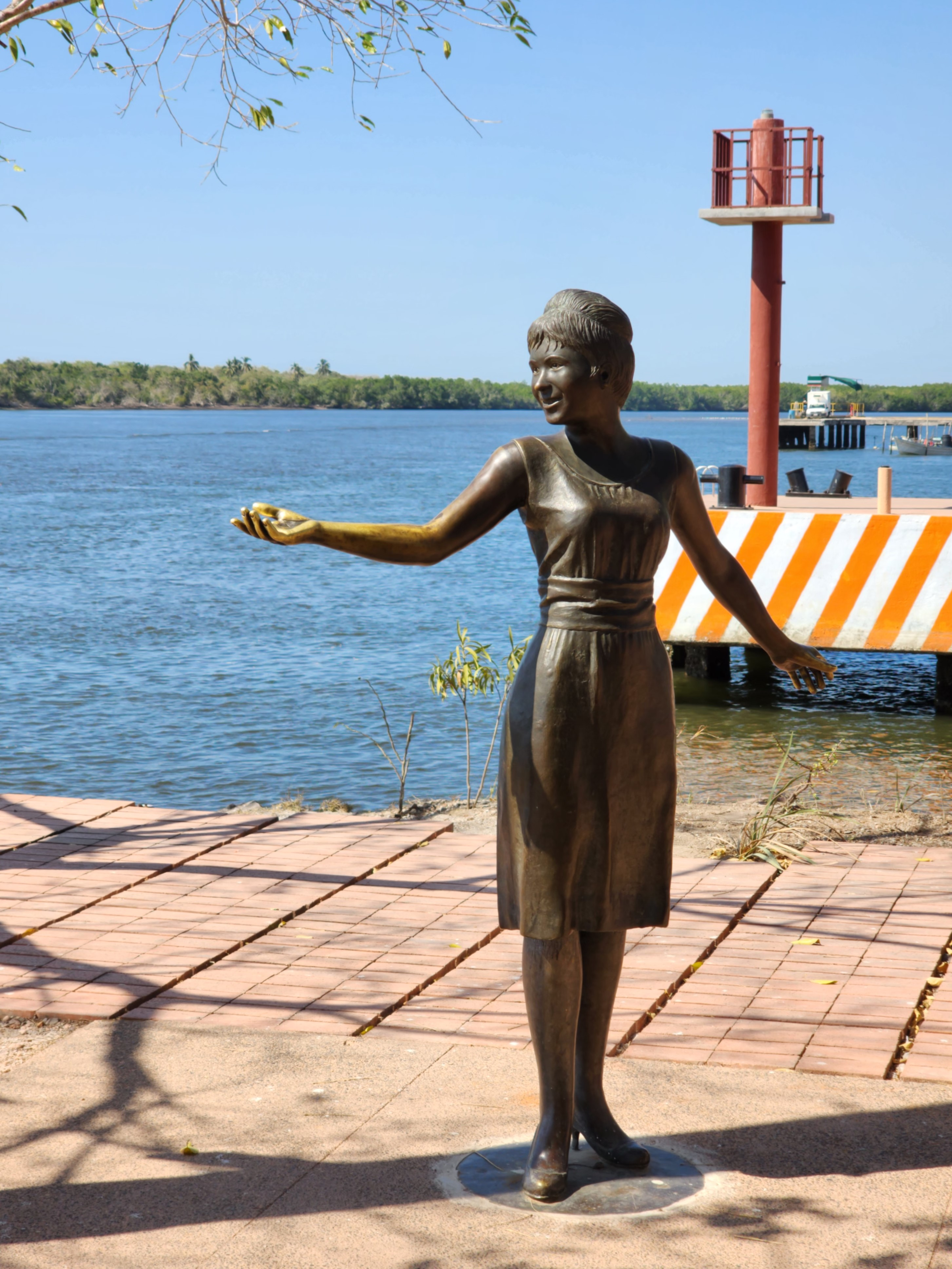
la loca del muelle de San Blas.

No debe omitirse que San Blas fue durante la época colonial el puerto más importante del Pacífico Norte, en él tenían su base buques de guerra como el Santiago, La Favorita, La Princesa, el San Carlos y el San Antonio. Hacia los primeros años del decenio de 1780 zarparon de allí las naves de guerra San Carlos y San Antonio hacia Manila, Filipinas durante la guerra contra Inglaterra. 

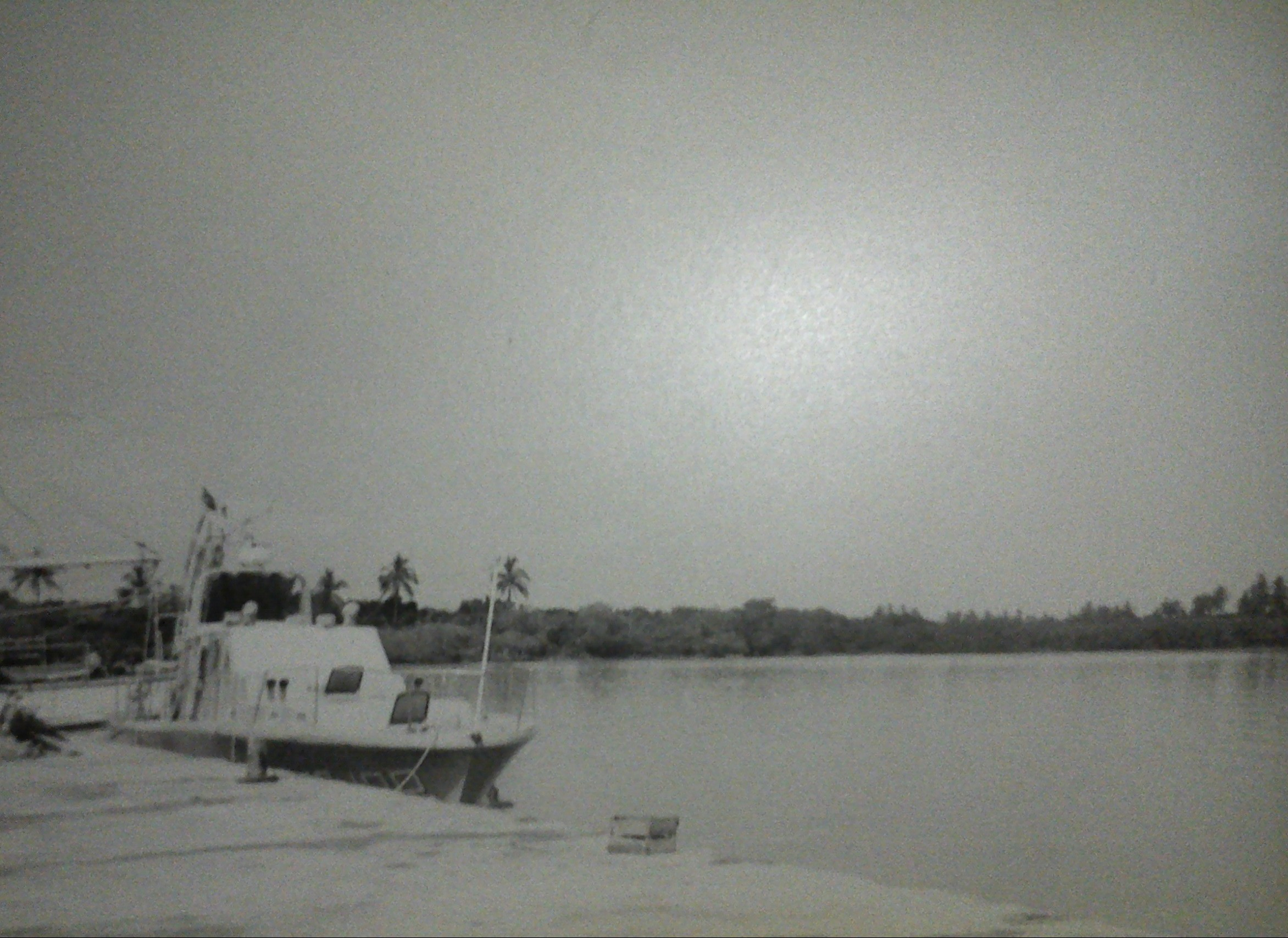
Aspecto del Muelle de San Blas

Del puerto de San Blas partieron el 12 de marzo de 1768 los frailes franciscanos dirigidos por Fray Junípero Serra hacia la Misión de Nuestra Señora de Loreto, ubicada en la parte sur de la península de Baja California con el fin de colonizar y evangelizar la Alta California.
En su día, y durante la guerra de independencia arribó a San Blas la nao de la China procedente de Filipinas. En San Blas estuvo ubicada la primera aduana del virreinato de cara al Océano Pacífico.
El punto fue indispensable para la magna expedición del Capitán Malaspina, donde se atendieron sus marinos, se operaron heridos, se abastecieron sus navíos y partieron a Filipinas.

### La Guerra de Independencia

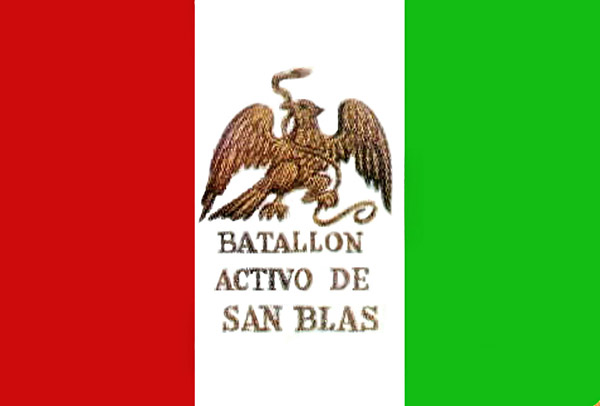
Bandera del Batallón Activo de San Blas

Escenario de batallas durante la guerra de independencia en la que el cura párroco de Ahualulco, Jalisco, José María Mercado de Luna tomó las armas junto con un grupo de vecinos del lugar en favor de la independencia mexicana, tomó Tepic y se dirigió al puerto de San Blas en donde el día 1° de diciembre de 1810 hizo capitular al Capitán de Fragata José Lavayen, jefe de puerto. Después de una derrota que padecieron los insurgentes hubo una sublevación en el puerto de San Blas, los realistas se apoderaron del cuartel y de la contaduría en donde se aposentaba el sacerdote José María Mercado, quien al verse sitiado se arrojó a un barranco encontrando la muerte.

### El Batallón de San Blas

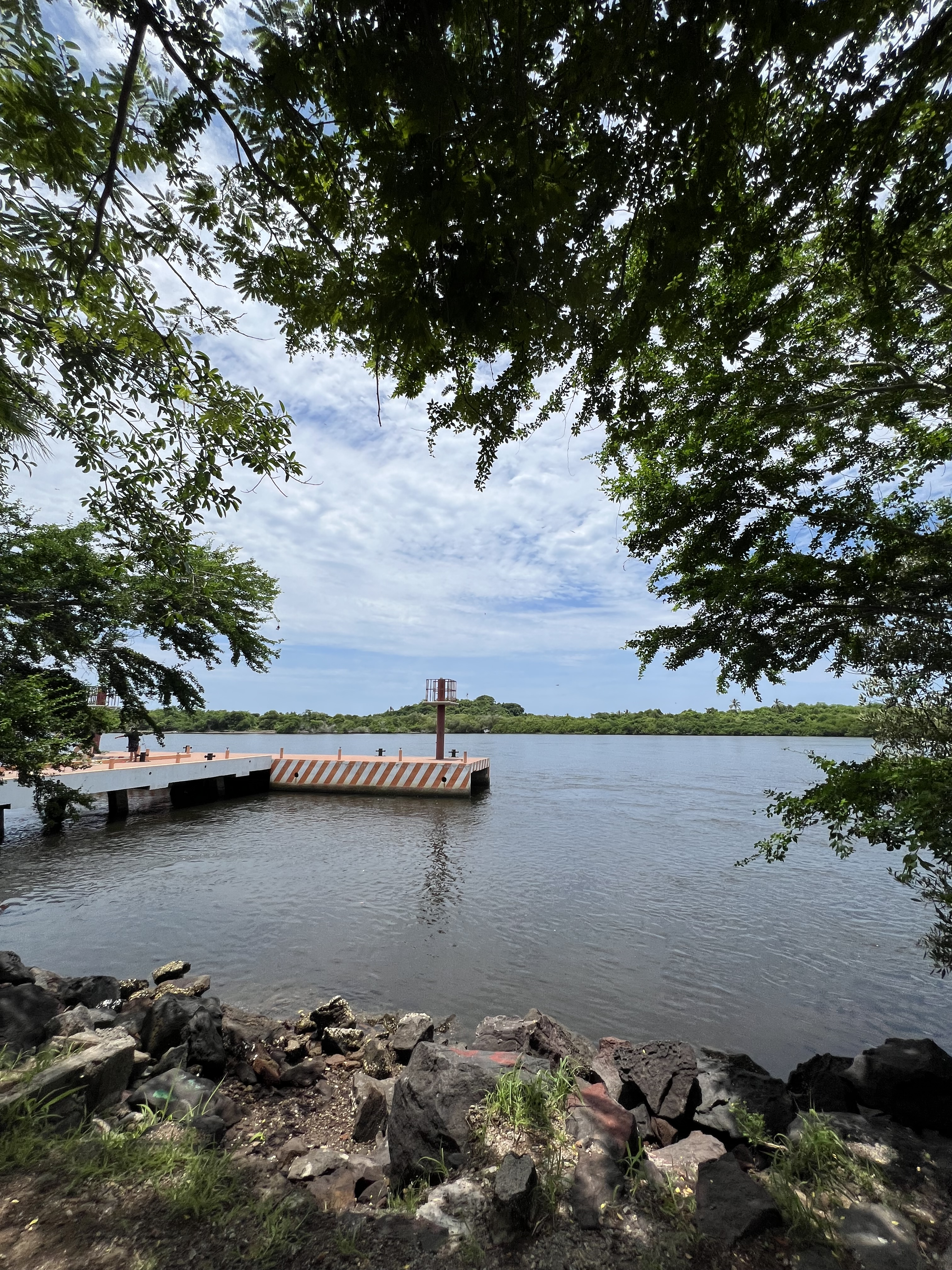
Muelle de San Blas

El puerto de San Blas fue el punto de partida del Batallón de San Blas, que luchó con valor en la guerra de 1847 contra el invasor estadounidense. La vieja insignia es hoy bandera oficial del Castillo de Chapultepec, que alberga el Museo Nacional de Historia. Dicho batallón tiene su antecedente con el Regimiento Virreinal de dicha plaza costera, creado en 1773, y que usó el clásico uniforme blanco pardo con vueltas de color rojo carmesí y se compuso inicialmente de 105 individuos de tropa, en su mayoría mestizos nayaritas.

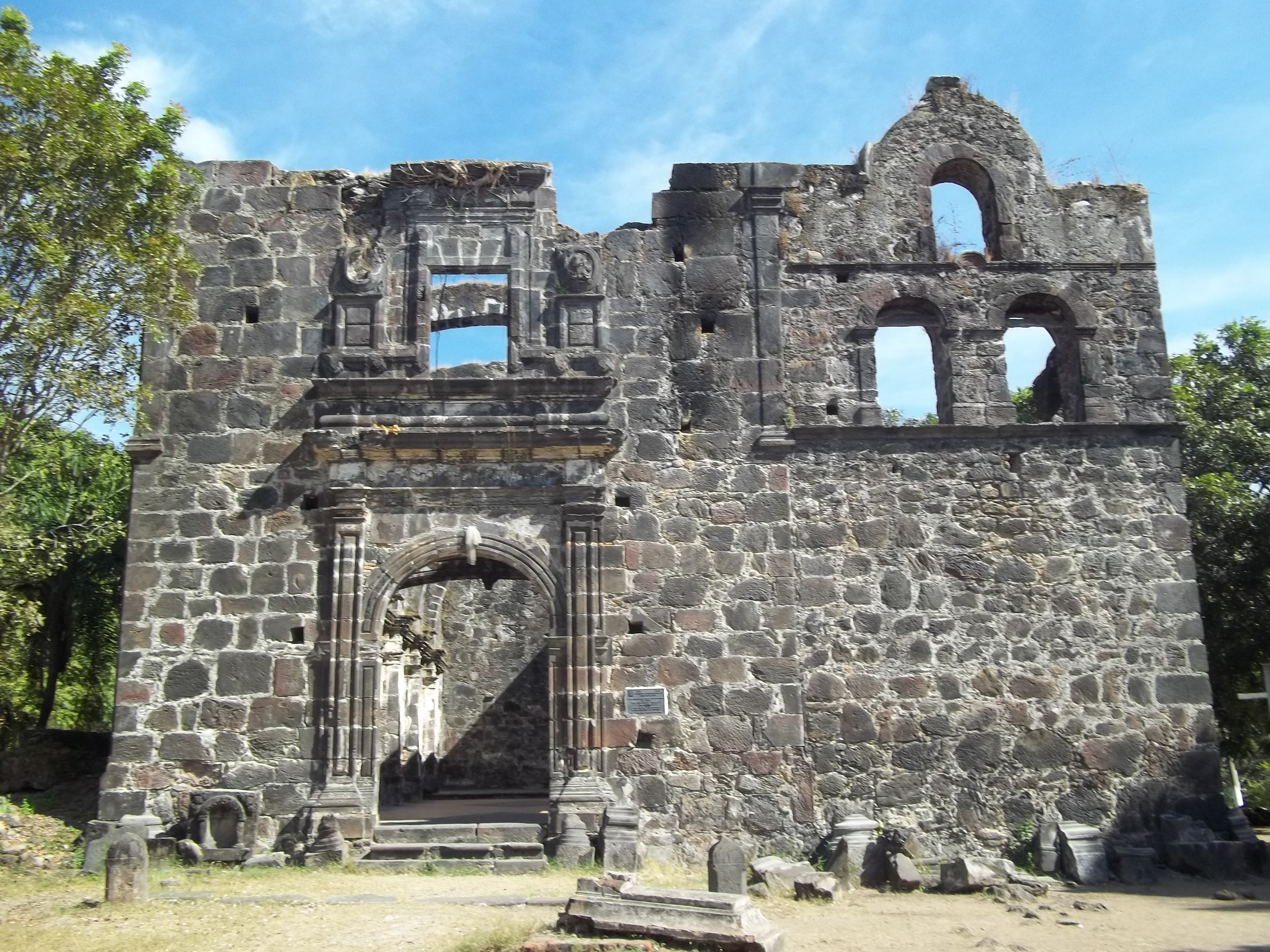

Como caso probablemente único, la vieja insignia del Batallón de San Blas tiene colocados los colores en sentido inverso, es decir; rojo, blanco y verde. La bandera original se encuentra actualmente en la sala de guardia del Museo Nacional de Historia, el Batallón de San Blas fue integrado a las fuerzas regulares del ejército mexicano en 1823, a través de los años concurrió a diversas acciones de armas tales como la batalla de Cerro Gordo y la defensa del Castillo de Chapultepec cuando las fuerzas invasoras estadounidenses asaltaron el castillo.

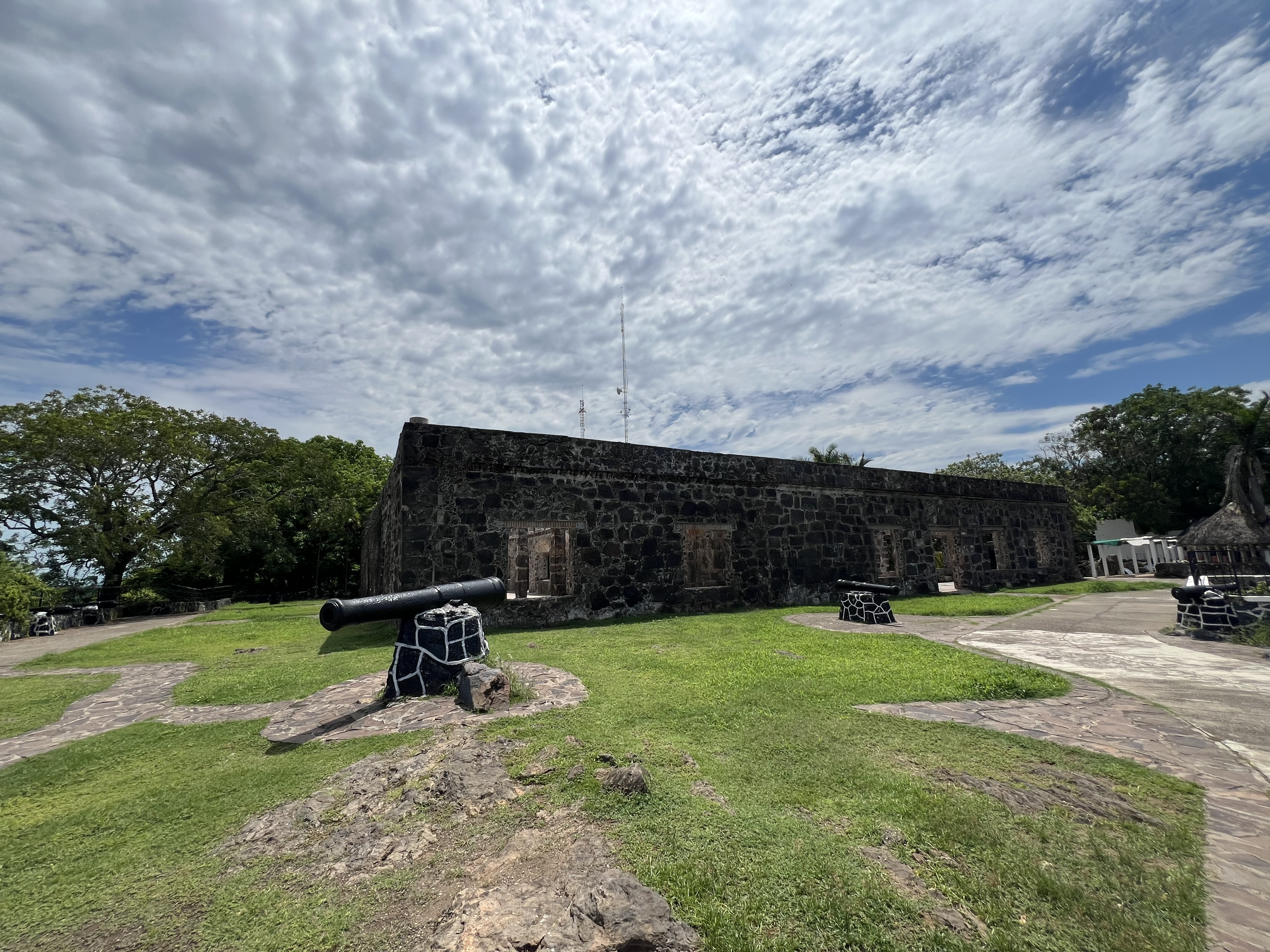
Fuerte de la Contaduría

En una página del gobierno mexicano se narra que: La defensa del Castillo de Chapultepec estuvo bajo la responsabilidad del general Nicolás Bravo, quien disponía de 200 cadetes del Colegio Militar y 632 soldados del Batallón de San Blas, al
mando del teniente coronel Felipe Santiago Xicoténcatl, que trató de contener a los invasores en el bosque. (...) Aniquilado el batallón de San Blas, los norteamericanos embistieron por el poniente y el sur del Colegio Militar, donde fueron detenidos durante algunas horas por los cadetes; pero más tarde las divisiones de Quitman y Pillow lograron escalar el cerro a costa de muchas bajas mortales.
La Bandera del H. Batallón de San Blas fue elegida como emblema oficial del Museo Nacional de Historia en 1944.

## Localidades del municipio de San Blas
- Aticama
- Aután
- Chacalilla
- El Ciruelo
- El Cora
- El Limón
- El Llano
- El Madrigaleño
- El Pintadeño
- Guadalupe Victoria (La Virocha)
- Huaristemba
- Huaynamota
- Jalcocotán
- La Culebra
- La Goma
- La Libertad
- La Palma
- Mecatán
- Navarrete
- Puerto Balleto
- Puerto de Lindavista
- San Blas
- Santa Cruz de Miramar.

## Gobierno

### Presidentes municipales
| Período     | Presidente municipal               | Partido político | Nota                                              |
| ----------- | ---------------------------------- | ---------------- | ------------------------------------------------- |
| 1917-1918   | Jesús N. Jiménez                   |                  |                                                   |
| 1919-1920   | Luis Jordán                        |                  |                                                   |
| 1921-1922   | Leonardo Quirarte                  |                  |                                                   |
| 1923        | Daniel F. Martínez                 |                  |                                                   |
| 1924        | Francisco L. Camberos              |                  |                                                   |
| 1925        | Guillermo A. Martínez              |                  |                                                   |
| 1926        | Rufino Quintero                    |                  |                                                   |
| 1927        | Narciso de León                    |                  |                                                   |
| 1928        | Maximiliano Morales                |                  |                                                   |
| 1929-1931   | Narciso Corona Tamayo              | PNR              |                                                   |
| 1932-1933   | Leonardo Quirarte                  | PNR              |                                                   |
| 1933-1934   | Basilio Flores Moreno              | PNR              |                                                   |
| 1935-1936   | Francisco González García          | PNR              |                                                   |
| 1937-1938   | Antonio Parra                      | PNR              |                                                   |
| 1939-1940   | Lázaro Llanos                      | PRM              |                                                   |
| 1941-1942   | Ramón López Rentería               | PRM              |                                                   |
| 1943-1944   | Ignacio Benítez Arias              | PRM              |                                                   |
| 1945        | Leonardo Pérez                     | PRM              |                                                   |
| 1946-1948   | Pedro Betancourt Ramírez           | PRI              |                                                   |
| 1949-1951   | Narciso Corona Tamayo              | PRI              |                                                   |
| 1952-1954   | Manuel Yerena Alatorre             | PRI              |                                                   |
| 1955-1957   | Florentino Neza Plantillas         | PRI              |                                                   |
| 1958-1960   | Eugenio Plantillas Grajeda         | PRI              |                                                   |
| 1961-1963   | Juan García Gutiérrez              | PRI              |                                                   |
| 1964-1966   | Joel Robles Uribe                  | PRI              |                                                   |
| 1967-1969   | Jorge R. Careaga Pérez             | PRI              |                                                   |
| 1970-1971   | Marcelino Márquez Uribe            | PRI              |                                                   |
| 1971-1972   | José Cruz Pacheco                  | PRI              |                                                   |
| 1973-1975   | Rafael Gutiérrez Villaseñor        | PRI              |                                                   |
| 1976-1978   | Armando Trigueros Guerrero         | PRI              |                                                   |
| 1978        | Daniel Ibarra Guerrero             | PRI              |                                                   |
| 1978-1981   | Ponciano Bugarín Villa             | PRI              |                                                   |
| 1981-1984   | Ismael Hermosillo Hernández        | PRI              |                                                   |
| 1984-1987   | José Luis Lizaola H.               | PRI              |                                                   |
| 1987-1990   | Raúl Hermosillo Hernández          | PRI              |                                                   |
| 1990-1993   | Abelino Márquez Estrada            | PRI              |                                                   |
| 1993-1993   | Anselmo Hernández Sojo             | PRI              |                                                   |
| 1996-1999   | Carlos Luna Quirarte               | PRI              |                                                   |
| 1999-2002   | Alejandro Dávalos Valdés           | PAN              |                                                   |
| 2002-2005   | Eduardo Bernal Regalado            | PRI              |                                                   |
| 2005-2008   | Miguel Bernal Carrillo             | PAN              |                                                   |
| 2008-2011   | Hilario Ramírez Villanueva "Layin" | PAN              |                                                   |
| 2011-2014   | Porfirio López Lugo                | PRI              |                                                   |
| 2014-2017   | Hilario Ramírez Villanueva "Layín" | Independiente    |                                                   |
| 2017-2021   | Candy Anisoara Yescas Blancas      | PRI              |                                                   |
| 2021-2024   | José Antonio Barajas López         | PAN PRI PRD      | Coalición "Va por Nayarit"                        |
| 17-09-2024- | José Antonio Barajas López         | PAN PRI PRD      | Coalición "Fuerza y Corazón por México" Reelegido |

## Educación

### Universidades
Cuenta con
- Escuela Nacional de Ingeniería Pesquera
- Instituto las Américas de Nayarit
- Icaten

### Bachillerato
- Cet-Mar 26
- Preparatoria 12
- CBTA 130 en Guadalupe Victoria (Centro de Bachillerato Tecnológico Agropecuario)

### Secundaria
- Escuela Secundaria Técnica 7
- Escuela Secundaria General
- Telesecundaria

## Empresas
- Corona
- Fonatur

### Tiendas
- Bodega Aurrera
- Coppel
- Farmacias Guadalajara
- Oxxo
- Pemex

### Bancos
- Banco Azteca
- BBVA Bancomer

## Deporte

### Béisbol
San Blas cuenta con un estadio de béisbol con capacidad para mil aficionados. En dicho estadio juega el equipo Los Tiburones de San Blas en la Liga del Noroeste.

### Surf
La estación de surf empieza al fin de abril y continúa hasta el final de noviembre cuando el oleaje del sur golpea en estas latitudes.

### Fútbol
San Blas cuenta con un estadio de fútbol en el cual se juegan importantes torneos del municipio.

## Turismo
San Blas es un lugar turístico de Nayarit ya que cuenta con mucha historia y mucha naturaleza. 
Posee hermosas playas como Playa El Borrego, Los Cocos, Playa Las Islitas, y la Bahía de Matanchén. 
Tiene un malecón y su muelle turístico en la Bahía de Matanchén.
Dentro de la localidad de San Blas, se encuentra el fuerte de "La Contaduría", un fuerte militar usado en su momento por el batallón.
Durante el gobierno de Roberto Sandoval, quedó inaugurada la carretera Tepic-San Blas, que da la bienvenida a los turistas con el Muelle de Matanchen, un muelle creado para la observación y vista del mar.
Otro lugar a visitar —en lancha o canoa— sería La Tovara, zona de canales naturales, manglares y el estero, para refrescarse en sus aguas, y el cocodrilario. Deben tomarse precauciones; por ejemplo, untarse repelente de insectos, pues en esa área, como en todo San Blas, abundan los mosquitos llamados jejenes.
El 16 de diciembre de 2022, el presidente Andrés Manuel López Obrador inauguró el Centro Turístico Islas Marías en Isla María Madre. Con la remodelación y modernización del puerto de San Blas, el municipio abrio un viaje marítimo en dicho puerto para conocer las Islas Marías, en la actualidad, solo San Blas y la ciudad portuaria de Mazatlan, ofrecen viajes a las islas a través de un ferry.
El viaje a la Islas Marías es a la localidad portuaria de Puerto Balleto, unico punto habitado de las islas, en ella se encuentran cabañas y casas para hospedaje, un museo regional con historia de las islas y un malecón. En 2023, el poblado se convirtió en un Pueblo Mágico.

## San Blas en un poema
El poeta estadounidense Henry Wadsworth Longfellow (Portland, Maine, 1807-Cambridge, Massachusetts, 1882) fue autor, entre otras obras, de “Las campanas de San Blas” (“Bells of San Blas”) (fragmento):

But to me, a dreamer of dreams,/

to whom what is and what seems/

are often one and the same,/

the bells of San Blas to me/

have a strange, wild melody,/

and are something more than a name.//
Pero para mí, un soñador de ensueños,/

para quien cuanto es y cuanto le asemeja/

a menudo son “uno y lo mismo”,/

para mí las campanas de San Blas/

poseen una extraña y salvaje melodía,/

y son algo más que un nombre.//
La traducción anterior se encuentra en una placa fijada en céntrica y antigua iglesia del puerto de San Blas. Otra versión, más libre y más bella, es la publicada por la Secretaría de Turismo del Gobierno del Estado de Nayarit, en el folleto “El Puerto de San Blas”:

Para mí que siempre he sido/

de ensueños un vidente;/

para mí que he confundido/

lo irreal con lo existente,/

no son de nombre solamente/

las campanas de San Blas,/

ya que tienen un extraño/

y salvaje repicar.//

## Relaciones internacionales

### Hermanamientos
La ciudad de San Blas tiene hermanamientos con 3 ciudades:
- Ahualulco (2012)[18][19][20][21][22][23]
- Magdalena (2013)[24]
- Teúl (2018)[25][26][27]